# Tripos brevis
Tripos brevis is een soort dinoflagellaat in de taxonomische indeling van de Myzozoa Het organisme komt uit het geslacht Tripos en behoort tot de familie Ceratiaceae. Het organisme voor het eerst in 1901 door Ostenfeld & Johannes Schmidt onder de naam Ceratium tripos var. breve beschreven.
Tripos brevis vormt samen met elf andere Tripos-soorten de dominante groep onder het fytoplankton van de mangrove-riviermonding van de Sibuti van Serawak (Maleisië). De soort is vooral in het natte seizoen talrijk.